# Yutaka Akita
Yutaka Akita (秋田豊?, Akita Yutaka; Nagoya, 6 agosto 1970) è un allenatore di calcio ed ex calciatore giapponese, di ruolo difensore, tecnico del Kochi Utd.

## Palmarès

### Giocatore

#### Competizioni nazionali
- Campionato giapponese: 4

Kashima Antlers: 1996, 1998, 2000, 2001
- Coppa dell'Imperatore: 2

Kashima Antlers: 1997, 2000
- Coppa J. League: 3

Kashima Antlers: 1997, 2000, 2002
- Supercoppa del Giappone: 3

Kashima Antlers: 1997, 1998, 1999